# Jenő Rákosi
Jenő Rákosi, född 12 november 1842 i Acsád, död 8 februari 1929 i Budapest, var en ungersk tidningsman och författare; bror till Viktor Rákosi.
Rákosi utövade en synnerligen omfattande verksamhet som grundläggare (1881) och utgivare av Budapesti Hirlap, en konservativ dagstidning som fram till 1939 spelade en tämligen betydande roll i Ungerns politiska liv, och som dramatisk skriftställare och teaterledare. Han väckte störst uppmärksamhet med sina nyromantiska dramer och den historiska tragedin Endre és Johanna ("Endre och Johanna", 1886), men skrev även romaner, noveller och essäer.